# Campionati del mondo di atletica leggera indoor 2014 - 60 metri ostacoli femminili
I 60 m ostacoli femminili si sono tenuti tra il 7 e l'8 marzo.

## Risultati

### Batterie
In finale i primi 3 di ogni batteria e i 4 migliori tempi di ripescaggio.
| Rank | Heat | Name                  | Nationality                   | Time | Notes |
| ---- | ---- | --------------------- | ----------------------------- | ---- | ----- |
| 1    | 1    | Sally Pearson         | Australia (bandiera)          | 7.79 | Q, SB |
| 2    | 2    | Nia Ali               | Stati Uniti (bandiera)        | 7.87 | Q     |
| 2    | 3    | Cindy Billaud         | Francia (bandiera)            | 7.87 | Q, PB |
| 4    | 2    | Yvette Lewis          | Panama (bandiera)             | 7.91 | Q,AR  |
| 5    | 1    | Eline Berings         | Belgio (bandiera)             | 7.95 | Q, SB |
| 5    | 4    | Tiffany Porter        | Regno Unito (bandiera)        | 7.95 | Q     |
| 7    | 2    | Marzia Caravelli      | Italia (bandiera)             | 7.97 | Q, PB |
| 8    | 4    | Nadine Hildebrand     | Germania (bandiera)           | 7.98 | Q     |
| 9    | 3    | Janay DeLoach Soukup  | Stati Uniti (bandiera)        | 8.01 | Q     |
| 10   | 1    | Cindy Roleder         | Germania (bandiera)           | 8.03 | Q     |
| 11   | 3    | Yuliya Kondakova      | Russia (bandiera)             | 8.04 | Q, SB |
| 12   | 3    | Sara Aerts            | Belgio (bandiera)             | 8.05 | q, SB |
| 13   | 1    | Rosina Hodde          | Paesi Bassi (bandiera)        | 8.07 | q, PB |
| 14   | 4    | Marina Tomić          | Slovenia (bandiera)           | 8.07 | Q     |
| 15   | 1    | Monique Morgan        | Giamaica (bandiera)           | 8.10 | q, PB |
| 15   | 3    | Andrea Ivančević      | Croazia (bandiera)            | 8.10 | q, NR |
| 17   | 3    | Matilda Bogdanoff     | Finlandia (bandiera)          | 8.12 | PB    |
| 18   | 2    | Indira Spence         | Giamaica (bandiera)           | 8.14 |       |
| 19   | 2    | Gnima Faye            | Senegal (bandiera)            | 8.15 | NR    |
| 19   | 2    | Hanna Platitsyna      | Ucraina (bandiera)            | 8.15 | PB    |
| 21   | 3    | Lavonne Idlette       | Rep. Dominicana (bandiera)    | 8.16 | NR    |
| 21   | 4    | Giulia Pennella       | Italia (bandiera)             | 8.16 |       |
| 23   | 4    | Urszula Bhebhe        | Polonia (bandiera)            | 8.17 | PB    |
| 24   | 2    | Yekaterina Galitskaya | Russia (bandiera)             | 8.20 |       |
| 25   | 1    | Nooralotta Neziri     | Finlandia (bandiera)          | 8.21 |       |
| 26   | 4    | Beate Schrott         | Austria (bandiera)            | 8.24 |       |
| 27   | 1    | Anastassiya Pilipenko | Kazakistan (bandiera)         | 8.27 |       |
| 28   | 4    | Natalya Ivoninskaya   | Kazakistan (bandiera)         | 8.44 |       |
| 29   | 3    | Sharon Kwarula        | Papua Nuova Guinea (bandiera) | 8.71 |       |
|      | 4    | Eva Vital             | Portogallo (bandiera)         | DNS  |       |

### Semifinali
I primi 4 di ogni batteria vanno in finale.
| Rank | Heat | Name                 | Nationality            | Time | Note  |
| ---- | ---- | -------------------- | ---------------------- | ---- | ----- |
| 1    | 1    | Sally Pearson        | Australia (bandiera)   | 7.81 | Q     |
| 2    | 2    | Nia Ali              | Stati Uniti (bandiera) | 7.88 | Q     |
| 3    | 2    | Cindy Billaud        | Francia (bandiera)     | 7.89 | Q     |
| 4    | 1    | Janay DeLoach Soukup | Stati Uniti (bandiera) | 7.93 | Q     |
| 4    | 1    | Tiffany Porter       | Regno Unito (bandiera) | 7.93 | Q     |
| 6    | 1    | Cindy Roleder        | Germania (bandiera)    | 7.96 | Q     |
| 6    | 2    | Nadine Hildebrand    | Germania (bandiera)    | 7.96 | Q     |
| 8    | 1    | Marzia Caravelli     | Italia (bandiera)      | 7.97 | PB    |
| 9    | 1    | Yvette Lewis         | Panama (bandiera)      | 8.00 |       |
| 10   | 2    | Yuliya Kondakova     | Russia (bandiera)      | 8.03 | Q, SB |
| 11   | 2    | Marina Tomić         | Slovenia (bandiera)    | 8.05 | PB    |
| 12   | 2    | Eline Berings        | Belgio (bandiera)      | 8.07 |       |
| 13   | 1    | Andrea Ivančević     | Croazia (bandiera)     | 8.09 | NR    |
| 14   | 1    | Sara Aerts           | Belgio (bandiera)      | 8.10 |       |
| 15   | 2    | Rosina Hodde         | Paesi Bassi (bandiera) | 8.14 |       |
| 16   | 2    | Monique Morgan       | Giamaica (bandiera)    | 8.19 |       |

### Finale

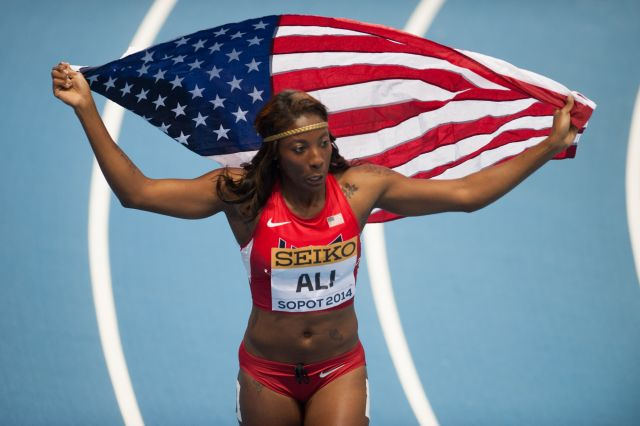
Nia Ali

| Pos | Corsie | Nome                 | Nazione                | Tempo | Note |
| --- | ------ | -------------------- | ---------------------- | ----- | ---- |
| 1   | 3      | Nia Ali              | Stati Uniti (bandiera) | 7.80  | =PB  |
| 2   | 4      | Sally Pearson        | Australia (bandiera)   | 7.85  |      |
| 3   | 7      | Tiffany Porter       | Regno Unito (bandiera) | 7.86  | SB   |
| 4   | 5      | Cindy Billaud        | Francia (bandiera)     | 7.89  |      |
| 5   | 6      | Janay DeLoach Soukup | Stati Uniti (bandiera) | 7.90  |      |
| 6   | 1      | Cindy Roleder        | Germania (bandiera)    | 8.01  |      |
| 7   | 8      | Nadine Hildebrand    | Germania (bandiera)    | 8.02  |      |
| 8   | 2      | Yuliya Kondakova     | Russia (bandiera)      | 8.08  |      |